# Karana prima
Karana prima är en fjärilsart som beskrevs av Márton Hreblay och Ronkay 1998. Karana prima ingår i släktet Karana och familjen nattflyn. Inga underarter finns listade i Catalogue of Life.